# Википедија на белоруском језику (тарашкевица)
Википедија на белоруском језику (тарашкевица) (блр. Беларуская Вікіпедыя (тарашкевіца)) је назив за једно од два издања Википедије на белоруском језику, односно издање које користи дијалект тарашкевица.
Белоруска (тарашкевица) википедија данас има 89.055 чланака и заузима на листи Википедија 66. место.